# Malva valdesii
Malva valdesii är en malvaväxtart som först beskrevs av Julián Julià Molero och J.M.Monts., och fick sitt nu gällande namn av Soldano, Banfi och Galasso. Malva valdesii ingår i Malvasläktet som ingår i familjen malvaväxter. Inga underarter finns listade i Catalogue of Life.